# Pic Cogulló
El Pic Cogulló, o, simplement El Cogulló és una muntanya de 1.467,5 m alt del límit dels termes comunals de Fillols i Vernet, tots dos de la comarca del Conflent, a la Catalunya del Nord.
És cap a l'extrem sud-est del terme de Fillols i a l'est del de Vernet. És al costat nord-oest del Collet Verd.